# Myten om Osiris och Isis
Myten om Osiris och Isis berör gudinnan Isis ansträngningar att återföra till livet sin döde make Osiris; kampen mot brodern Set och födseln av makarnas son Horus. Det blev en av de starkaste och mest betydelsefulla gudasägnerna i egyptisk mytologi under det forntida Egyptiska Nya riket, cirka 1550-1100 f.Kr..

## Gudarna
Osiris, son till Nut och Geb, var en central gudom i egyptisk religion. Han var ursprungligen en sädes- och fruktbarhetsgud som kom att personifiera pånyttfödelsen. Makan Isis var även hans syster. Som modersgudinna framställs hon ofta ammande Horus, en tidig variant av madonnan och barnet. Set var Osiris motsats: han förknippades med den torra öknen, hans bror med den bördiga Nildalen. Rivaliteten uppstod när deras far delade landet mellan dem. Horus som stod för mod och styrka symboliserar faraos person; i tidigare myter även som son till Hathor och Ra. I en strid med Set skadades hans vänstra öga; därav bruket av skyddsamuletten Horus öga.

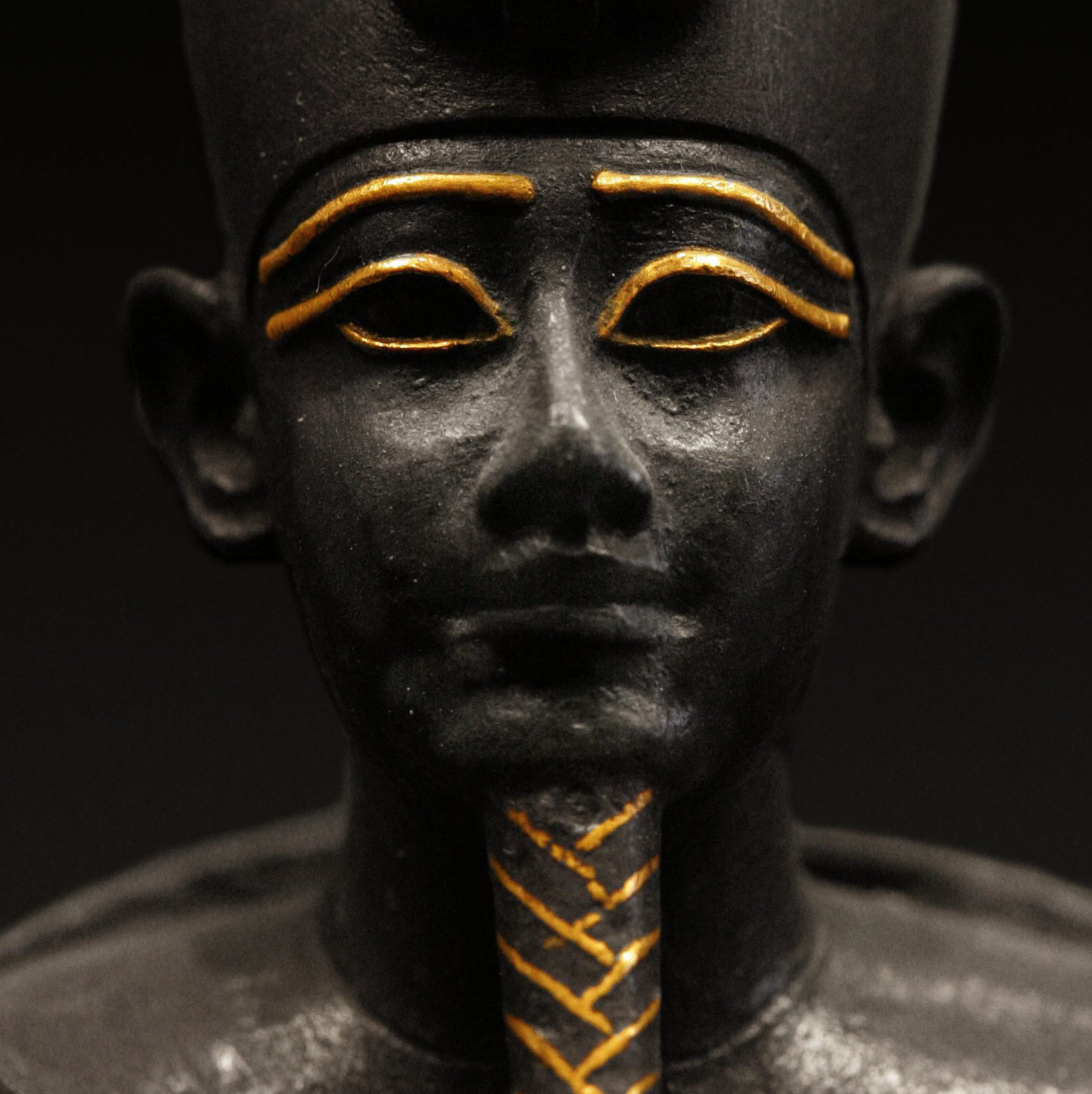
Osiris
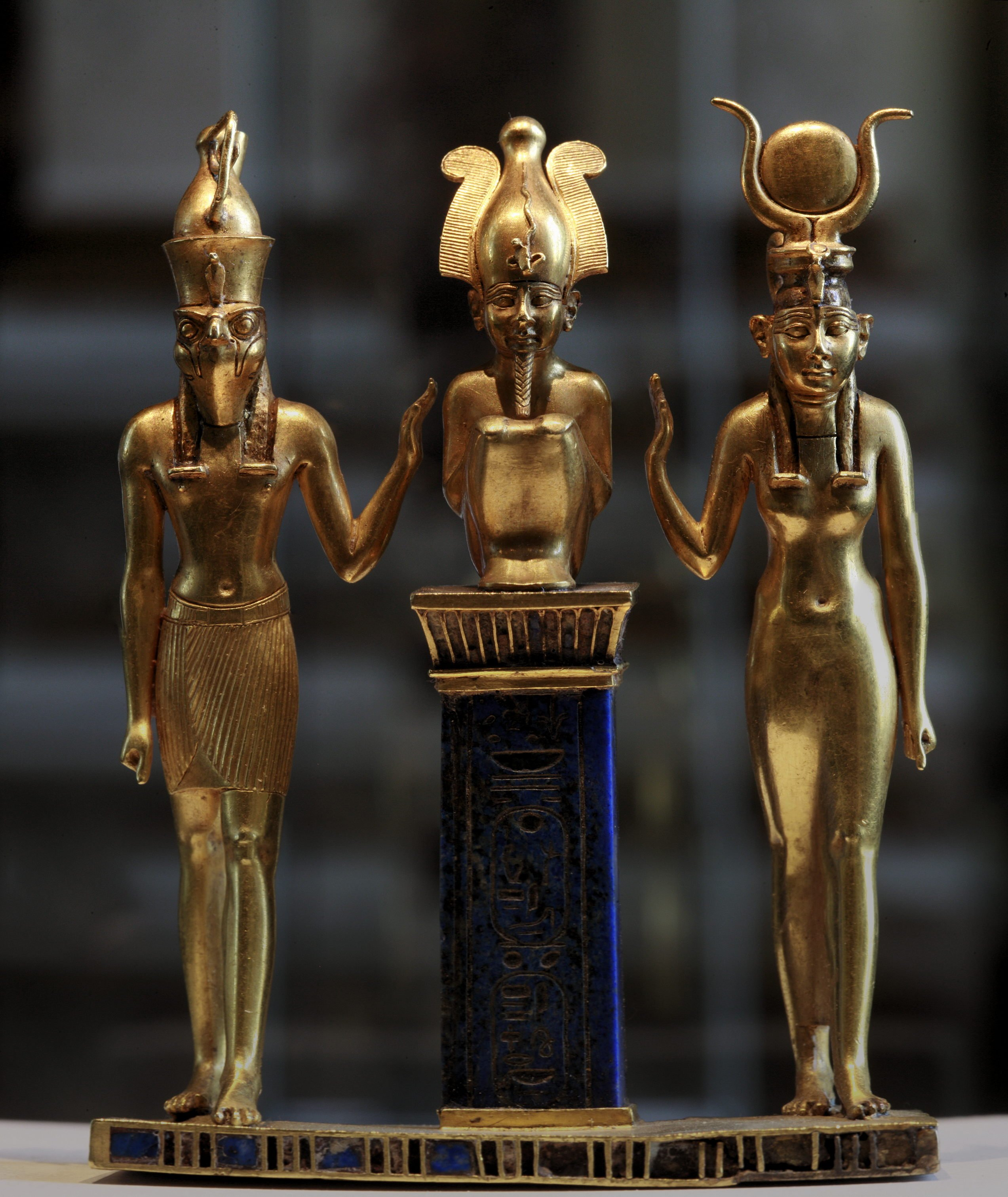
Osiris med Isis och Horus
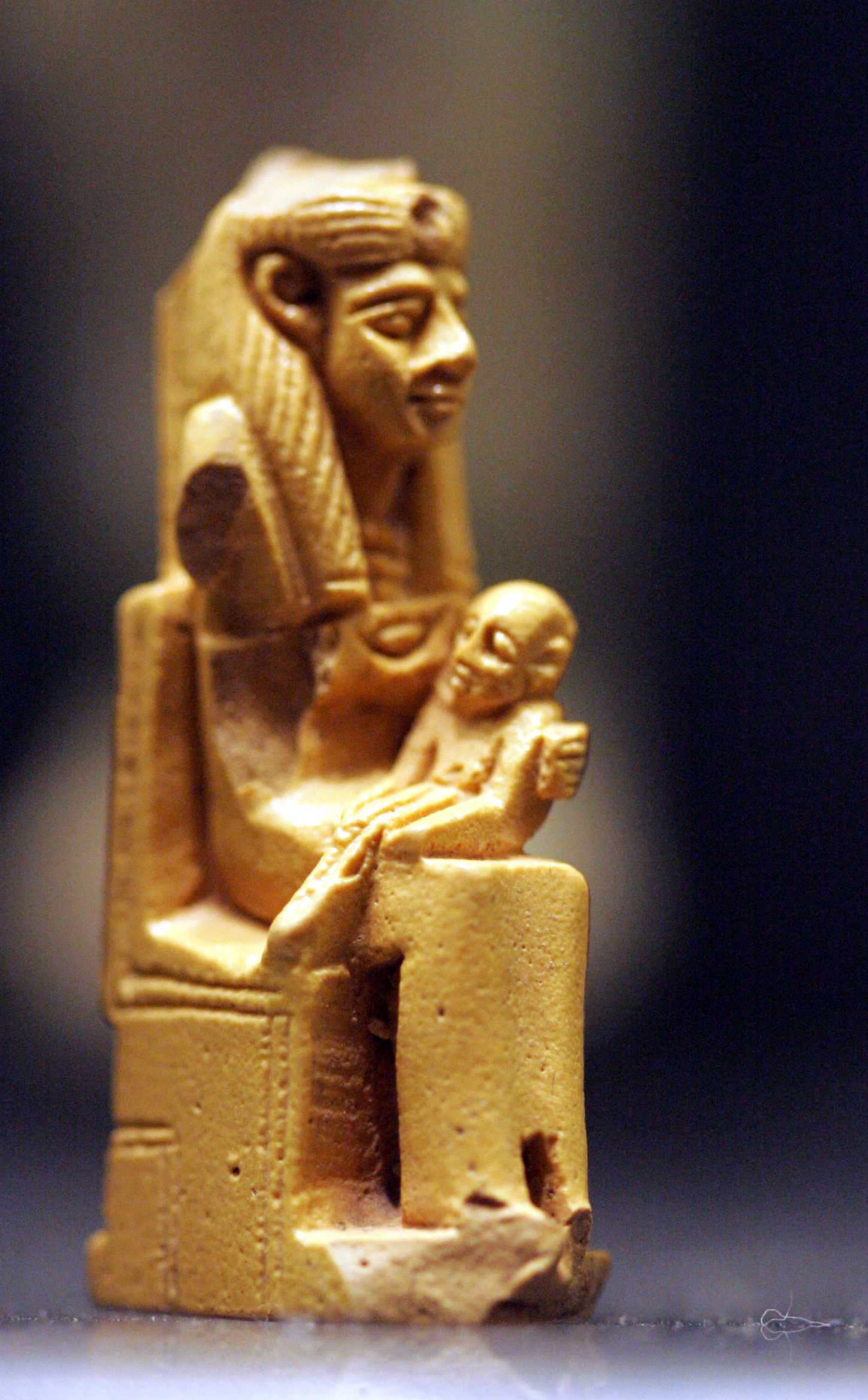
Isis ammar Horus

## Kistan och 13 kroppsdelar
I den ursprungliga myten dödas Osiris med en träsarkofag som Set i hemlighet tillverkar utifrån sin brors mått. Set avundas Osiris för att han är kung och planerar mordet för att ta hans plats. På en bjudning utlovas kistan till den som får plats inuti. Några få prövar om de passar kistans form, till ingen nytta. Osiris uppmuntras att försöka. Så fort han lutar sig tillbaka slår locket igen över honom och han är inlåst. Kistan förseglas med bly och slängs i Nilen. När Isis hör att Osiris har försvunnit börjar hon söka efter honom. Hon erfar så småningom att kistan flutit nerför nilfloden upp till Byblos kust (idag i Libanon) och att den har inneslutits i stammen av ett cederträd. Vidare får hon veta att trädet har tagits iväg och används som en pelare för att stödja konungen i Byblos nya palats. Isis förklarar situationen för drottningen. Med hennes tillåtelse lyckas hon utan att skada palatset dra kistan ur trädet. När hon återvänder till Egypten begraver Isis sin make i öknen.
Set finner på nytt Osiris kista. Han tar broderns kropp och sliter honom i 13 delar och sprider dem över hela Egyptens land. Varje kroppsdel representerar en av 13 fullmånar (varje år har 12 eller 13 fulla månar).
Ännu en gång söker Isis efter Osiris och hon finner och lyckas sammanfoga 12 av de 13 lemmarna. Hon får hjälp av Neftys som är Sets syster och fru. Osiris 13:e kroppsdel som är hans penis hittar de aldrig för den har Set ätit. Istället formger Isis en fallossymbol av guld och sjunger en sång runt honom tills han återförs till livet.
Osiris återuppstår och på så vis blir Isis gravid med Horus. Osiris många erfarenheter gör honom till kung i livet efter detta och de dödas härskare.
Dränkningen av Osiris sägs ha utförts av 72 ej namngivna sammansvurna som leddes av Set. Detta refererar till legenden där 1/72-del av månens ljus har vunnits av Thoth för tillkomsten av fem viktiga gudar: Set, Neftys, Osiris, Isis och Horus. Varje 72-del av månens ljus utgiven för de fem dagarna betyder en enskild mörkerdel lämnad på sin plats under de 360. Legenden i sig är baserad på beräkningen att 1/72 över 360 dagar, längden i landets gamla kalender, skapar fem hela dagar vilket återspeglar varaktigheten av Egyptens nyare 365-dagars kalender.

## Månen och Fisken
I sent egyptiskt tänkande kunde de rättmätigt döda ibland bli stjärnor och därför ansågs månen emellanåt vara i förbindelse med Osiris, de dödas herre. I legenden om död och återuppståndelse framkommer så en koppling till månens faser. Mörker frambringas av ondska som vill förgöra gudomar. Månen förstörs (till synes) först men förs därefter från mörkret till livet. Osiris ska ha styckats i 13 delar som var och en representerar varje fullmåne; vanligtvis 13 på ett år. En annan tolkning är att bitarna av Osiris var 14 till antalet och att dessa representerade en enda månfas. En del skärs av varje natt under 14 dygn och sätts sedan ihop igen under de påföljande 14 dagarna. Ursprungsversionen av Sets brodermord införlivades i denna senare version men det uppgavs att försöket misslyckades när Isis och Nefty fann och befriade kistan.
Som en konsekvens förtäljdes historien så att innan Isis återupplivade Osiris så fick hon ihop 13 av de 14 delarna men hon kunde inte hitta den sista biten, makens penis, som ätits av en oxyrhynchus fisk (arten kallas ibland elefantnäsa och har ett ovanligt svängt tryne som liknar avbildningar av Set). Då skapade Isis en fallos åt Osiris och försökte återuppliva honom. I vissa versioner sjöng Isis en sång kring Osiris tills han vaknade till liv igen. Sedan gestaltade hon sig som en pappersdrake och flög omkring hans kropp för att befruktas och föda Horus. I andra utsagor får Isis vingar och svävar över Osiris. Hon andas liv i honom för att han ska komma tillbaka till livet och avla Horus. Då Osiris på samma gång är levande och död blir han gud och kung av livet efter.

## Utveckling och mystik
Som en gudom för liv-död-återfödelse blev Horus Osiris en spegelbild av de årliga skördecyklerna liksom människors önskan om ett lyckligt efterliv. Legenden blev därför oerhört betydelsefull och överträffade alla andra. Legendens gärningar i både livet och efterlivet ledde till att religiösa riter som förknippades med legenden så småningom antog drag av en mysteriekult i vilken de invigda skulle kunna delta i återfödelsen av Horus/Osiris och renas för att träda in i ett nytt liv.
Man trodde att de fromma efter sin död skulle förflyttas till stjärnorna, till de saligas boningsort på himmelsoceanens öar, dit man tänkte sig att de fördes i båtar av en färjkarl eller av gudomliga fåglar. Slutligen skulle de moraliskt prövas av 42 gudomliga domare före sitt inträde i Osiris västerut belägna rike. Dessa åskådningar ledde visserligen inte till någon formlig dyrkan av avlidna förfäder. Men de utgjorde underlaget för seden att lägga ned gåvor åt den döde i gravarna så att han inte skulle sakna mat och dryck, betjäning och tidsfördriv i den andra tillvaron. Med dessa åskådningar sammanhänger shabtifigurerna, som skulle arbeta för den döde på andra sidan graven, och de hjärtformiga skarabéerna, som skulle prövas av domarna i stället för hans eget hjärta. Av dem förklaras även de olika besvärjelseformler, amuletter och heliga tecken som skulle bevara den döde från all olycka, samt de rikt utvecklade offerritualerna och regelbundna dödsfesterna. Men framför allt gav dessa läror anledning till den världsbekanta balsameringen och mumifieringen av liken.
I Grekland vid i stort sett samma tid uppstod i Eleusis en liknande död-återlivs kult kring gudomarna Demeter och Persefone. Flera sekler därefter började grekerna, inklusive Platon, intressera sig för den egyptiska kulten. Så småningom uppstod en kult som härstammade från den egyptiska och som genomsyrats av platonism. Den fördes vidare till grekiskt-influerade områden, särskilt under den hellenistiska tidens kontroll över Egypten. Eftersom kultens gudar var utländska anpassades den på olika vis efter ändamålsenliga lokala gudar och kulturella element i de grekiska nationerna. På så vis skapades en samling av närstående kultversioner med centrala gudomar som hade deformerats för att likna det egyptiska originalet. Dessa var kollektivt kända vid första århundradet f.Kr. som Osiris-Dionysos.

## Bilder

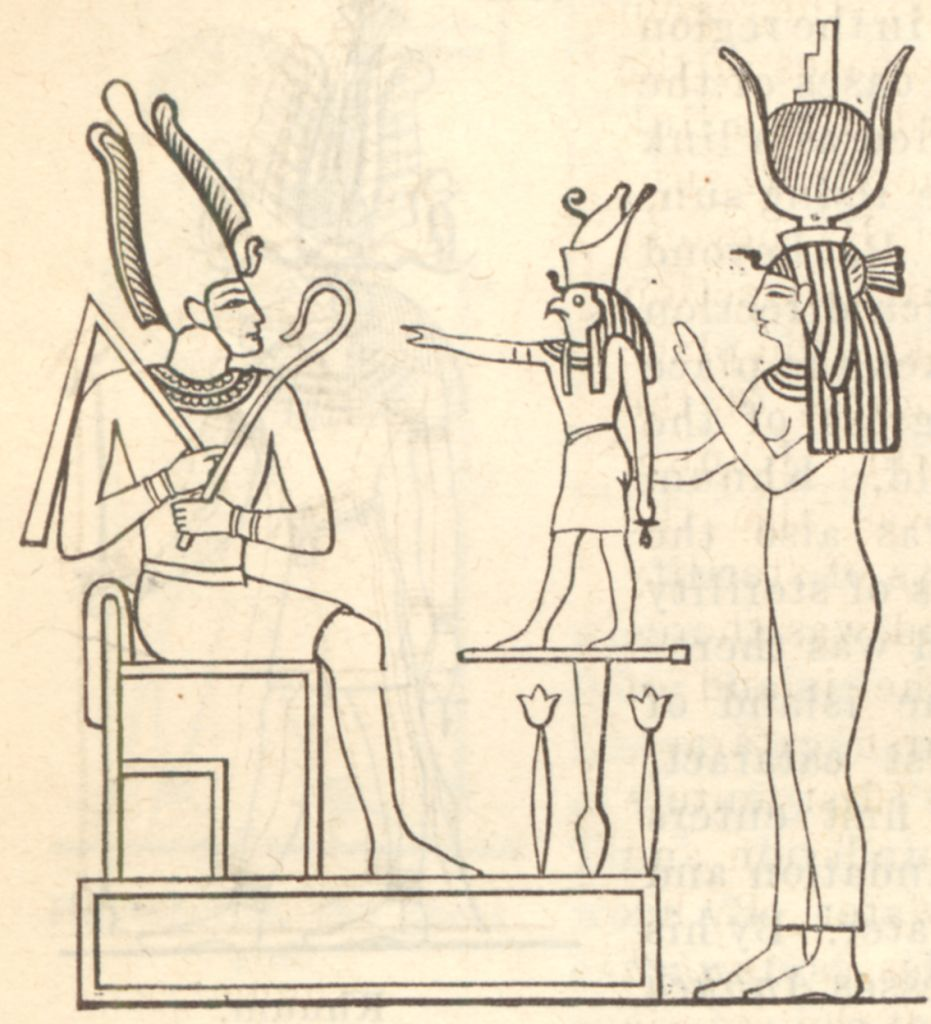
Den mytologiska triaden
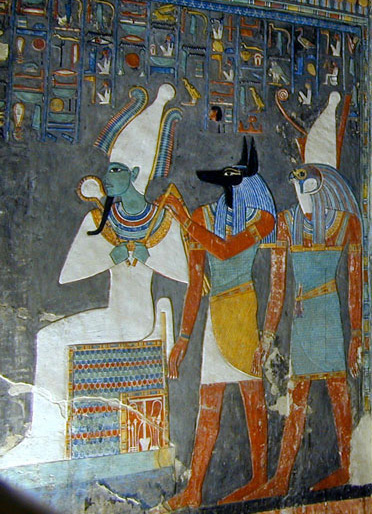
Osiris, Anubis och Horus
Horus öga